# La Groise
La Groise ist eine französische Gemeinde mit 470 Einwohnern (Stand 1. Januar 2022) im  Département Nord in der Region Hauts-de-France. Sie gehört zum Arrondissement Cambrai und ist Mitglied im Gemeindeverband Communauté d’agglomération du Caudrésis et du Catésis. Die Bewohner werden Groisiens und Groisiennes genannt.

## Geografie
Die Gemeinde La Groise liegt im Regionalen Naturpark Avesnois an der Grenze zum Département Aisne, circa 34 Kilometer südöstlich von Cambrai. Die Gemeinde grenzt im Nordosten an Landrecies, im Osten an Le Favril, im Süden an Fesmy-le-Sart, im Westen an Catillon-sur-Sambre und im Nordwesten an Ors.
Die ehemalige Route nationale 45 führt über La Groise.

## Bevölkerungsentwicklung

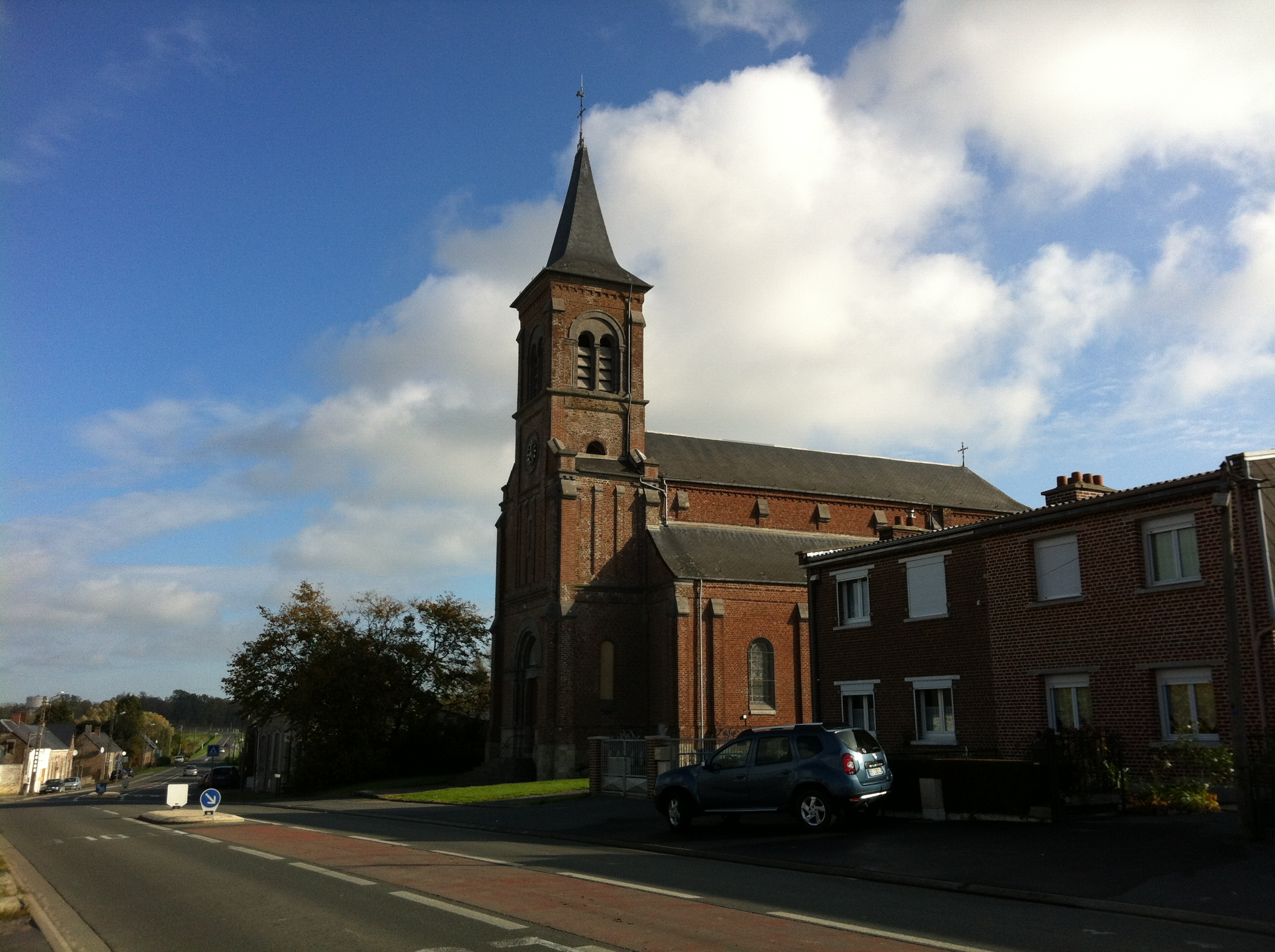
Kirche Saint-Michel in La Groise

| Jahr                       | 1962 | 1968 | 1975 | 1982 | 1990 | 1999 | 2008 | 2013 | 2020 |
| Einwohner                  | 547  | 530  | 509  | 477  | 464  | 429  | 458  | 495  | 481  |
| Quellen: Cassini und INSEE |      |      |      |      |      |      |      |      |      |